# Boom Boom (chanson d'Emmy)
Pour les articles homonymes, voir Boom Boom (homonymie).
Chansons représentant l'Arménie au Concours Eurovision de la chanson
Apricot Stone
(2010) Lonely Planet
(2013)
Boom Boom est la chanson représentant l'Arménie au Concours Eurovision de la chanson 2011. Elle est interprétée par Emmy.
La chanteuse est choisie en interne en décembre 2010. Une combinaison 50/50 de télévote et des votes d'un jury d'experts décide qu'elle chantera Boom Boom à Düsseldorf, en Allemagne ; elle est la première de leurs votes.
La chanson participe d'abord à la première demi-finale le 10 mai 2011. La chanson est la quatrième de la soirée, suivant Feel the Passion interprétée par Aurela Gaçe pour l'Albanie et précédant Live It Up interprétée par Yüksek Sadakat pour la Turquie.
À la fin des votes, elle obtient 54 points et finit à la douzième place sur dix-neuf participants. Elle ne fait pas partie des dix premières chansons qualifiées pour la finale (In Love for a While interprétée par Anna Rossinelli pour la Suisse est dixième avec 55 points).